# آرت لابوئه
آرت لابوئه (ارمنی: [] Error: {{Lang}}: فاقد متن (راهنما); انگلیسی: Art Laboe؛ زادهٔ ۷ اوت ۱۹۲۵) ترانه‌سرا، دی‌جی، کارآفرین، و تهیه‌کننده موسیقی ارمنی‌تبار اهل ایالات متحده آمریکا است. وی از سال میلادی تا کنون فعالیت می‌کند.

## زندگی‌نامه
با نام اصلی آرتور اگویان در ۷ اوت ۱۹۲۵ در سالت‌لیک‌سیتی به دنیا آمد و در دوران سال‌های دبیرستان به لس آنجلس نقل مکان نمود؛ وی در رشته مهندسی رادیویی از دانشگاه استنفورد فارغ‌التحصیل شد.

## جوایز
وی همچنین صاحب ستاره ای در پیاده‌روی مشاهیر هالیوود می‌باشد.